# Людовик II Немецкий
Людо́вик II Неме́цкий (нем. Ludwig der Deutsche; 804/805 — 28 августа 876, Франкфурт) — король Баварии в 817—843 годах, король Восточно-Франкского королевства (будущей Германии) с 843 года, король Лотарингии с 870 года. Третий сын императора Людовика I Благочестивого и Ирменгарды из Хеспенгау, родоначальник династии немецких Каролингов.

## Биография

### Раздел наследства Людовика I Благочестивого
Людовик, внук Карла Великого, был третьим сыном императора Людовика I Благочестивого и Ирменгарды из Хеспенгау.
В 817 году император разделил свои владения между тремя сыновьями, Лотарем, Пипином и Людовиком, причём Бавария и прилегающие к ней земли достались Людовику (прозванному в связи с этим Немецким).
В 824 году, вместе с отцом и братом Пипином, Людовик Немецкий участвовал в походе в Бретань для подавления восстания, поднятого Виомарком.
В 826 году он начал самостоятельно править выделенными ему отцом владениями. Последующие годы правления Людовика Немецкого ознаменовались его участием в мятеже трёх старших сыновей Людовика Благочестивого (830—834), которые выступили против попыток императора обеспечить за их счёт права их единокровного брата Карла.

### Верденский договор
Когда в 840 году Людовик Благочестивый умер, Карл II (прозванный Лысым) стал королём западных франков и объединился с Людовиком Немецким против Лотаря I (Пипин умер в 838 году), которому досталась северная Италия и титул императора. Одержав над Лотарем победу при Фонтене (близ Осера) в 841 году, в 842 году Карл Лысый и Людовик подтвердили обязательства друг перед другом, принеся знаменитую клятву в Страсбурге, причём Людовик приносил её «по-романски», а Карл — «по-тевтонски». 11 августа 843 года между братьями был заключён Верденский договор, в соответствии с которым в королевство Людовика вошли все земли Карла Великого к востоку от Рейна, за исключением Фризии. Увеличилось и королевство Карла (вся западная часть современной Франции и область к югу от Пиренеев). Лотарю вновь досталась северная часть Италии и нечётко определённая пограничная территория между западно-франкскими землями Карла и восточно-франкскими землями Людовика. Теперь Людовик владел Саксонией, Франконией, Швабией, Баварией и зависимыми от них областями.

### Борьба за контроль над областями среднего королевства
После того как в 855 году император Лотарь I умер, его земли были поделены между тремя его сыновьями. Вскоре между западными и восточными королями началась длительная борьба за контроль над областями среднего королевства. В 858 году Людовик вторгся во Францию, но в следующем году был вынужден отступить, а в 860 году по договору, заключённому в Кобленце, прежнее положение вещей было восстановлено. У Лотаря II, сына Лотаря I, не было законных детей, и Карл с Людовиком Немецким договорились о том, чтобы доставшуюся ему Лотарингию поделить между собой после его смерти, однако, когда он умер в 869 году, Карл нарушил договорённость и занял всю его область. Тогда Людовик вторгся в Лотарингию, и брату пришлось пойти на уступки. Согласно Мерсенскому договору 870 году, Людовик получил Фризию и значительно увеличил свои территории к западу от Рейна. Людовик Немецкий старался также раздвигать пределы своих владений на восток, захватывая славянские земли: в 844 году он напал на бодричей, стремился влиять на дела Великоморавского государства. Кроме того, ему постоянно приходилось уделять внимание междоусобной борьбе своих трёх сыновей (Карломана, Людовика Младшего и Карла Толстого), между которыми Людовик поделил свои владения ещё в 865 году.

### Смерть Людовика Немецкого
В 875 году, после смерти императора Людовика II (сына Лотаря I), Людовик Немецкий пытался закрепить за своей линией императорский титул и владение Италией. Но несмотря на то, что незадолго до смерти Людовик II высказался в пользу Карломана как будущего императора, Карл Лысый быстро захватил Италию и короновался как император под именем Карла II, с чем Людовик Немецкий не пожелал смириться. Во время приготовлений к новому походу он и умер во Франкфурте 28 августа 876 года, после чего Карл Лысый попытался захватить его королевство, однако получил отпор от Людовика Младшего.

### Семья
- Супруга: (с 827 года) Эмма Баварская (ок. 808 — 31 января 876), дочь графа Альтдорфа Вельфа I. Дети:
  - Хильдегарда (828 — 23 декабря 856) — аббатиса монастыря в Шварцахе-на-Майне (не ранее 844—853), аббатиса монастыря в Цюрихе с 21 июля 853 года
  - Карломан (ок. 830 — 22 марта/22 сентября 880) — король Восточно-Франкского королевства в Баварии, Паннонии, Каринтии, Чехии и Моравии с 876 года
  - Ирменгарда (между 831 и 833 — 16 июля 866) — аббатиса в Бухау и Кимзее
  - Гизела — единственный раз упоминается в «Libri confraternitatum Sancti Galli» среди членов семьи Людовика II Немецкого[1]. Судьба точно не известна: по одним предположениям — скончалась в молодости, по другим — могла состоять в браке с представителем рода Ахалольфингов (возможно, с пфальцграфом Швабии Бертольдом I[болг.])[2]
  - Людовик III Младший (835 — 20 января/сентябрь 882) — король Восточно-Франкского королевства во Франконии, Тюрингии, Саксонии и Фризии с 876 года
  - Берта (до 839 — 26 марта 877) — аббатиса монастыря в Шварцахе-на-Майне с 853 года, аббатиса монастыря в Цюрихе с 856 года
  - Карл III Толстый (839 — 13 января 888) — король Восточно-Франкского королевства в 876—887 годах (до 882 года в Алемании и Реции), король Западно-Франкского королевства в 884—887 годах, король Италии в 879—887 годах, король Лотарингии (Карл II) в 882—887 годах, император Запада в 881—887 годах.